# Kurdistan turco

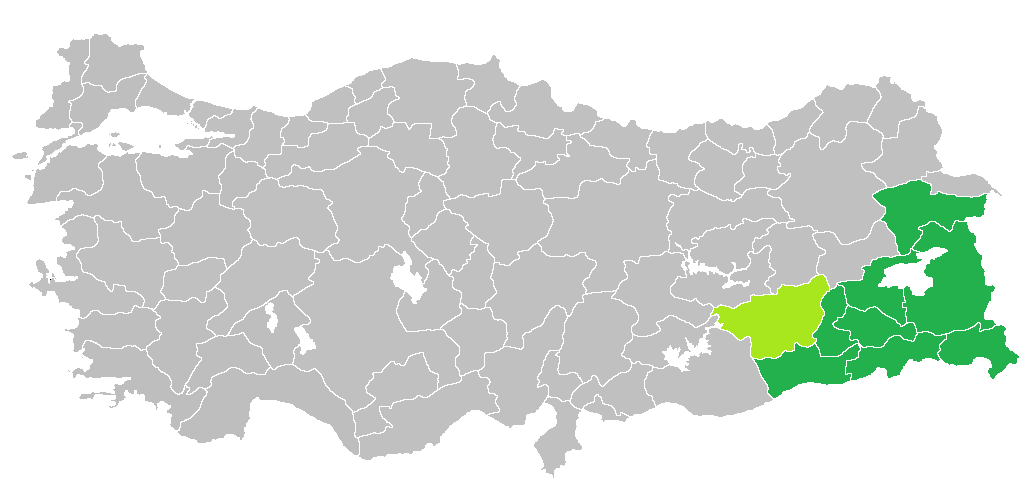
Province turche di lingua curda in Turchia secondo il censimento del 1965. Nelle province in verde scuro, la maggioranza (>50%) parla curdo; nelle province in verde chiaro, una buona parte lo parla.

Il Kurdistan turco o Kurdistan settentrionale (in curdo Bakurê Kurdistanê‎) è la porzione della Turchia, situata nelle regioni dell'Anatolia orientale e sudorientale, dove i curdi formano il predominante gruppo etnico.
L'Istituto curdo di Parigi stima che 20 milioni di curdi vivono in Turchia.
I curdi generalmente considerano la Turchia sud-orientale come una delle quattro parti del Grande Kurdistan, che comprende anche parti della Siria settentrionale (Rojava o Kurdistan occidentale), dell'Iraq settentrionale (Kurdistan meridionale) e dell'Iran nord occidentale (Kurdistan orientale).
Il termine Kurdistan turco è spesso associato e utilizzato nel contesto del nazionalismo curdo, il che lo rende un termine controverso in Turchia. Per questo motivo, c'è ambiguità e il termine ha un significato diverso a seconda del contesto. Il termine è stato usato in articoli scientifici e mezzi di informazione per riferirsi ad aree nella Turchia sud-orientale con una significativa popolazione curda.

## Geografia ed economia

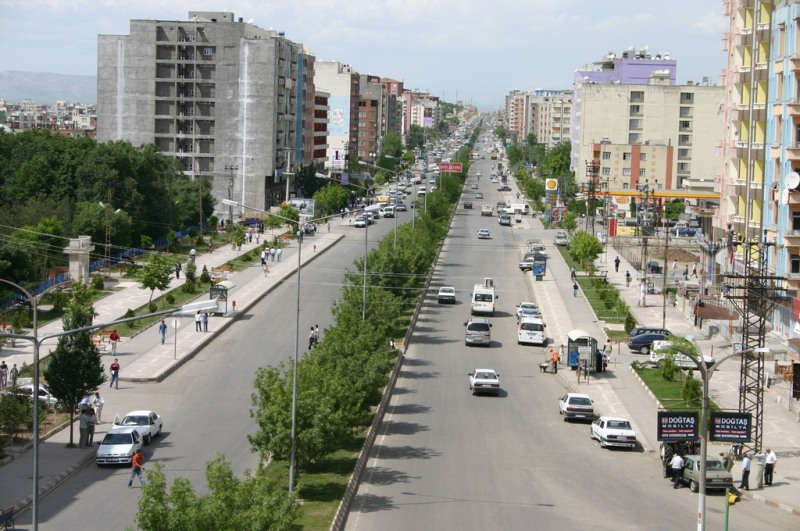
Città di Êlih

Secondo l'Enciclopedia Britannica ci sono 13 province turche a maggioranza curda: quelle di Iğdır, Tunceli, Bingöl, Muş, Ağrı, Adıyaman, Diyarbakır, Siirt, Bitlis, Van, Şanlıurfa, Mardin e Hakkâri.
Nel 1987 l'Encyclopaedia of Islam descrisse che storicamente il Kurdistan turco copriva almeno 17 province turche, quelle di: Adıyaman, Ağrı, Bingöl, Bitlis, Diyarbakır, Elazığ, Erzincan, Erzurum, Hakkâri, Kars, Malatya, Mardin, Muş, Siirt, Şanlıurfa, Tunceli e Van. L'Encyclopaedia of Islam sottolinea allo stesso tempo che "i limiti imprecisi delle frontiere del Kurdistan difficilmente consentono una visione corretta della zona". Dal 1987, quattro nuove province - Şırnak, Batman, Iğdır e Ardahan - sono state create all'interno del sistema amministrativo turco fuori dal territorio di alcune di queste province.
La regione costituisce il bordo sud-orientale dell'Anatolia. È dominata da alte vette che vanno oltre i 3.700 m e aridi altipiani montani, che fanno parte della catena dei Monti Tauro. Ha un clima continentale estremo, caldo arido d'estate, molto freddo d'inverno. Nonostante ciò, gran parte della regione è fertile e tradizionalmente ha esportato grano e bestiame verso le città della pianura. L'economia locale è dominata dalla zootecnia e dall'agricoltura su piccola scala, con il contrabbando transfrontaliero (soprattutto di petrolio) che costituisce un'importante fonte di reddito nelle zone di confine. L'agricoltura e le attività industriali su larga scala dominano la vita economica della regione più bassa intorno a Diyarbakır, la più grande città popolata dai curdi nella regione. Altrove, tuttavia, decenni di conflitti e alta disoccupazione hanno portato a una vasta migrazione dalla regione verso altre parti della Turchia e all'estero.

## Storia

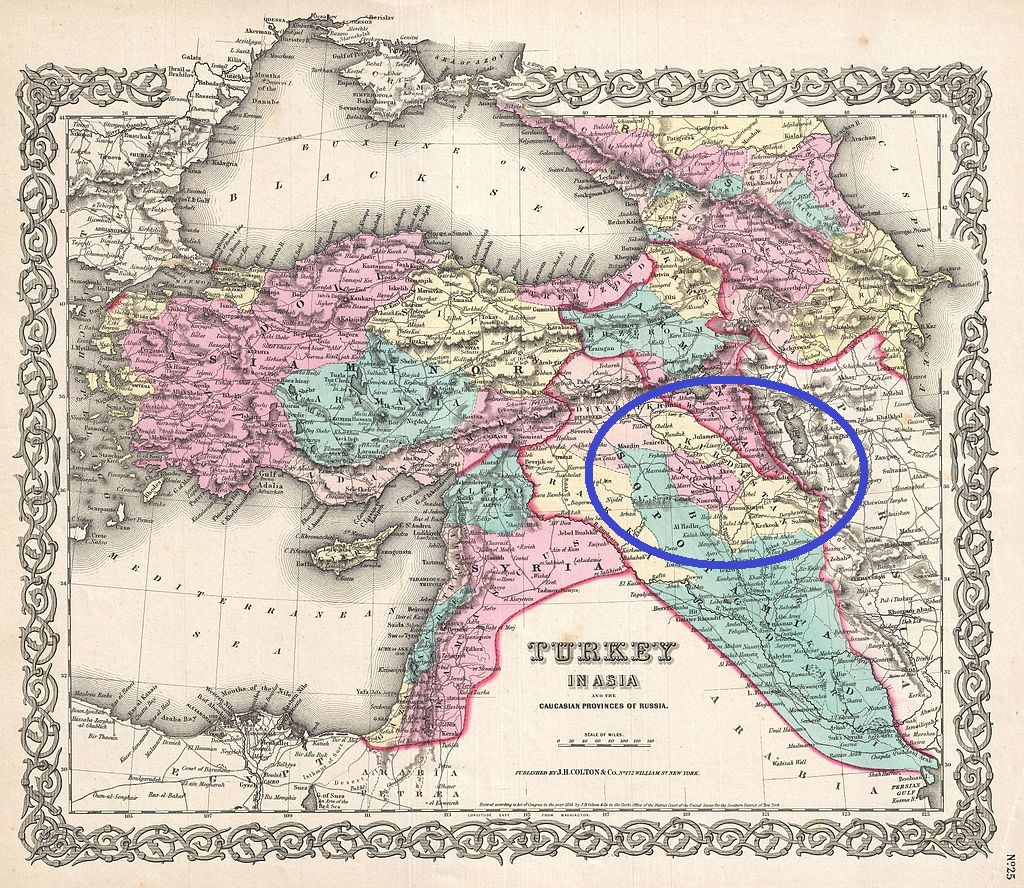
Kurdistan ottomano nel 1855

Durante il Medioevo, le regioni del Medio Oriente abitate dai curdi passarono sotto il dominio dei capi curdi locali, anche se non stabilirono mai uno stato-nazione unificato. Durante il X e l'XI secolo, la regione fu governata dalla dinastia curda Marwanide. Dal XIV secolo in poi la regione fu per lo più incorporata nell'Impero ottomano.

### Principati curdi della regione
Un registro delle tasse (o disertore) risalente al 1527, menziona un'area chiamata Vilayet-i Kurdistan, che comprendeva 7 emirati (o principati) maggiori e 11 minori. Il documento si riferisce agli emirati curdi come eyalet (stato), un'indicazione dell'autonomia di cui godono questi principati. In un Ferman (decreto imperiale) emesso da Solimano I, intorno al 1533, delinea le regole di eredità e successione tra api del Kurdistan, ovvero la nobiltà curda. La successione ereditaria fu concessa agli emirati curdi fedeli agli ottomani e ai principi curdi fu concessa l'autonomia all'interno dell'Impero. Il grado di autonomia di questi emirati variava notevolmente e dipendeva dal loro significato geopolitico. Le deboli tribù curde furono costrette a unirsi a quelle più forti o a far parte dei sangiaccati ottomani. Tuttavia, le tribù potenti e meno accessibili, in particolare quelle vicine al confine iraniano, godevano di alti livelli di autonomia. Secondo un kanunname (libro di legge) citato da Evliya Çelebi, c'erano due unità amministrative diverse dai normali sanjak: 1) sanjak curdi (Ekrad Beyliği), caratterizzati dal dominio ereditario della nobiltà curda e 2) governi curdi (hükümet) . I sanjak curdi come i normali sanjak avevano degli obblighi militari e dovevano pagare alcune tasse. D'altro canto, l'hükümet curdo non paga né imposta né fornisce truppe per l'esercito ottomano. Gli ottomani preferirono non interferire nella loro successione e negli affari interni. Come ha riferito Evliya Çelebi, a metà del XVII secolo l'autonomia degli emirati curdi era diminuita. A quel tempo, su 19 sanjak di Diyarbakir, 12 erano normali sanjak ottomani e i rimanenti venivano definiti sanjak curdi. I sanjak curdi sono stati segnalati come Sagman, Kulp, Mihraniye, Tercil, Atak, Pertek, Çapakçur e Çermik . Ha anche riferito gli stati curdi o hükümeti come Cezire, Egil, Genç, Palu e Hazo. Alla fine del XVIII e all'inizio del XIX secolo, con il declino dell'Impero ottomano, i principati curdi divennero praticamente indipendenti.

### Storia moderna

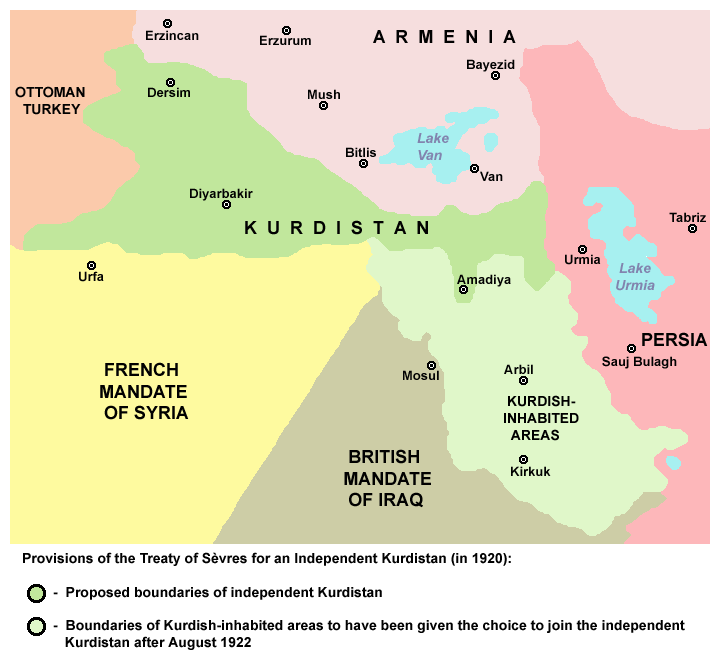
Disposizioni del Trattato di Sèvres per un Kurdistan indipendente (nel 1920).

Il governo ottomano iniziò ad affermare la propria autorità nella regione all'inizio del XIX secolo. Preoccupato per la mentalità indipendente dei principati curdi, gli ottomani cercarono di frenare la loro influenza e portarli sotto il controllo del governo centrale di Costantinopoli. Tuttavia, la rimozione dal potere di questi principati ereditari portò a una maggiore instabilità nella regione dal 1840 in poi. Al loro posto, gli sceicchi sufisti e gli ordini religiosi salirono alla ribalta e diffondono la loro influenza in tutta la regione. Uno dei principali leader sufi fu Shaikh Ubaidalla Nahri, che iniziò una rivolta nella regione tra i laghi di Van e di Urmia. L'area sotto il suo controllo coperto sia ottomano che dei Qajar. Lo sceicco Ubaidalla è considerato uno dei primi leader a perseguire idee nazionaliste moderne tra i curdi. In una lettera a un vice console britannico, dichiarò:la nazione curda è un popolo a parte, vogliamo che i nostri affari siano nelle nostre mani"."
La dissoluzione dell'Impero Ottomano dopo la sconfitta nella prima guerra mondiale ha portato al suo smembramento e la creazione di confini politici attuali, che divide le regioni curde abitate tra diversi stati di recente creazione. L'istituzione e l'applicazione delle nuove frontiere ebbe effetti profondi per i curdi, che dovettero abbandonare il loro nomadismo tradizionale per la vita nei villaggi e per l'insediamento dell'agricoltura.

#### Conflitto e controversie
I curdi generalmente considerano la Turchia sud-orientale una delle quattro parti di un Grande Kurdistan, che comprende anche parti della Siria settentrionale (Rojava o Kurdistan occidentale), dell'Iraq settentrionale (Kurdistan meridionale) e dell'Iran nordoccidentale (Kurdistan orientale).
È in corso un conflitto separatista di lunga durata in Turchia che è costato almeno 30.000 vite, da entrambe le parti. La regione vide diverse grandi ribellioni curde negli anni 1920 e 1930. Furono represse con forza dalle autorità turche e la regione fu dichiarata un'area militare chiusa da cui furono vietati gli stranieri tra il 1925 e il 1965. L'uso della lingua curda fu messo vietato, le parole Curdi e Kurdistan furono cancellate da dizionari e libri di storia, e i curdi erano definiti come turchi di montagna, con lo scopo di cancellare l'idea di etnia e di assimilarli ai turchi.
Nel 1983, diverse province furono poste sotto la legge marziale in risposta alle attività del separatista militante Partito dei Lavoratori del Kurdistan (PKK). Una guerriglia ebbe luogo nel resto degli anni '80 e negli anni '90. Nel 1993, il numero totale delle forze di sicurezza coinvolte nella lotta nella Turchia sud-orientale era di circa 200.000, e il conflitto era diventato la più grande contro-insurrezione in Medio Oriente, in cui fu evacuata gran parte della campagna, migliaia di curdi i villaggi popolati furono distrutti e numerose esecuzioni sommarie giudiziarie furono eseguite da entrambe le parti. Più di 37.000 persone sono state uccise nelle violenze e centinaia di migliaia sono state costrette a lasciare le loro case. La situazione nella regione da allora è diminuita in seguito alla cattura del leader del PKK Abdullah Öcalan nel 1999 e all'introduzione di un maggior grado di tolleranza ufficiale per le attività culturali curde, incoraggiato dall'Unione europea. Tuttavia, alcune violenze politiche sono ancora in corso e la regione di confine turco-irachena resta tesa.

## Istruzione
C'è stato un conflitto significativo in Turchia sui diritti linguistici delle popolazioni curde. In vari punti della sua storia, la Turchia ha promulgato leggi che vietavano l'uso del curdo nelle scuole.
Nel 2014, diverse ONG curde e due partiti politici curdi hanno sostenuto un boicottaggio di scuole nel Kurdistan settentrionale per promuovere il diritto all'istruzione nella lingua curda in tutte le materie. Mentre l'identità curda è diventata più accettabile nella società turca, il governo turco ha permesso di offrire la lingua curda solo come elettiva nelle scuole. Il governo ha rifiutato di accettare altre richieste. In diverse città del sud-est, i curdi hanno istituito scuole private per impartire lezioni in curdo, ma la polizia le ha chiuse.

## Popolazione
Il Kurdistan turco è abitato prevalentemente da curdi, con minoranze turche, arabe e assire.
Nel censimento del 1965, i parlanti curdi costituivano la maggioranza assoluta nelle provincie di Ağrı, Batman, Muş , Bingöl, Tunceli, Bitlis, Mardin, Şanlıurfa, Hakkâri, Siirt, Şırnak e Van, e la maggioranza relativa di quella di Diyarbakır.
Dagli anni '90, l'immigrazione forzata dal sud-est ha portato milioni di curdi in città come Istanbul, Ankara e Smirne.